# Schiffnerula glochidii
Schiffnerula glochidii är en svampart som beskrevs av Hosag. 2006. Schiffnerula glochidii ingår i släktet Schiffnerula och familjen Englerulaceae.   Inga underarter finns listade i Catalogue of Life.